# Iglesia de San Fernando (Vitoria)
La iglesia de San Fernando fue un edificio religioso de la ciudad española de Vitoria. Tuvo corta vida, desde 1756 hasta 1767.

## Descripción
La Compañía de Jesús venía insistiendo por lo menos desde la segunda mitad del siglo XVI en su intención de fundar su templo en Vitoria, pero se había topado constantemente con la oposición municipal. En 1583, recurrió incluso a formas violentas, pero tampoco lo consiguió. Finalmente, el 29 de mayo de 1751, el rey Fernando VI otorgó permiso para que se creasen colegio y casa; en señal de agradecimiento, la iglesia, inaugurada el 20 de septiembre de 1756, se puso bajo el patrocinio de san Fernando. Estaba situada en el Campillo y ocupaba el solar donde más tarde se situaría el palacio de Echávarri. Ocupaba, asimismo, toda la manzana en la que luego se erigirían la Escuela Normal y la Escuela de Artes y Oficios.
En Vitoria y sus cercanías (1904), de Vicente González de Echávarri, se describe con las siguientes palabras:

Tenía esta iglesia un altar mayor donde estaba colocado el San Fernando de que hablamos al reseñar la iglesia de Santa María y seis altares más, dedicados á San Ignacio de Loyola, San Francisco Javier, San José, la Purísima Concepción, San Miguel y San Francisco de Borja, y un pequeño oratorio en la sacristía.
(González de Echávarri, 1904, p. 110)

Expulsados los jesuitas el 1 de abril de 1767, el obispo de Calahorra, diócesis a la que pertenecía Vitoria, ordenó la profanación de la iglesia, que se verificó el 18 de octubre de aquel mismo año. El edificio se derruyó  poco después y los terrenos se vendieron.